# Cantonul Châtillon-sur-Chalaronne
Cantonul Châtillon-sur-Chalaronne este un canton din arondismentul Bourg-en-Bresse, departamentul Ain, regiunea Rhône-Alpes, Franța.

## Comune
| Comune                   | Populație (1999) | Cod poștal | Cod INSEE |
| ------------------------ | ---------------- | ---------- | --------- |
| L'Abergement-Clémenciat  | 728              | 01400      | 01001     |
| Biziat                   | 641              | 01290      | 01046     |
| Chanoz-Châtenay          | 492              | 01400      | 01084     |
| Châtillon-sur-Chalaronne | 4.137            | 01400      | 01093     |
| Chaveyriat               | 810              | 01660      | 01096     |
| Condeissiat              | 649              | 01400      | 01113     |
| Dompierre-sur-Chalaronne | 279              | 01400      | 01146     |
| Mézériat                 | 1.911            | 01660      | 01246     |
| Neuville-les-Dames       | 1.231            | 01400      | 01272     |
| Romans                   | 522              | 01400      | 01328     |
| Saint-André-le-Bouchoux  | 191              | 01240      | 01335     |
| Saint-Georges-sur-Renon  | 161              | 01400      | 01356     |
| Saint-Julien-sur-Veyle   | 527              | 01540      | 01368     |
| Sandrans                 | 416              | 01400      | 01393     |
| Sulignat                 | 485              | 01400      | 01412     |
| Vonnas                   | 2.422            | 01540      | 01457     |